# Lucia Anguissola
Pour les articles homonymes, voir Anguissola.
Pour les autres membres de la famille, voir Famille Anguissola.
Lucia Anguissola (née en 1536 ou 1538 à Crémone en Lombardie, dans la région de la plaine du Pô, morte v. 1565, avant 1568) est une peintre italienne maniériste, qui fut active au milieu du XVIe siècle.

## Biographie
On connaît très peu la vie de Lucia Anguissola. Il n'y a pas de traces sur les registres de naissance bien que sa mort à l'âge d'environ vingt ans est traditionnellement admise en l'an 1565.
Lucia est la troisième de six filles toutes peintres (Elena, Europa, Anna Maria, Minerva, Sofonisba). Son père, Amilcare Anguissola, était un membre de la petite noblesse génoise et a encouragé toutes ses filles à développer des compétences artistiques. Lucia a été formée avec sa sœur aînée Sofonisba Anguissola et son travail, principalement des portraits lui est similaire en style et technique.
Peu de ses tableaux sont connus et seulement deux sont signés. L'une de ses peintures existantes, le Portrait de Pietro Maria, docteur de Crémone, (début des années 1560) a été salué par Vasari, qui l'a vu lors de sa visite à la famille après la mort de Lucia. C'est un portrait sensible, dans une palette de gris et de bruns. Son seul autre travail signé est un autoportrait. (vers 1557). Lucia a également peint une Vierge à l'Enfant, et un Portrait d'une femme (début des années 1560, Rome, Gal. Borghese) est attribué soit comme un autoportrait ou un portrait de Lucie par sa sœur Sofonisba. Deux portraits (Pinacoteca Tosio Martinengo à Brescia et Museo Poldi Pezzoli) à Milan, peuvent être aussi bien de Lucia que de sa sœur Minerva Anguissola.
Lucia est morte âgée d'une vingtaine d'années.

## Sources
- (en) Cet article est partiellement ou en totalité issu de l’article de Wikipédia en anglais intitulé « Lucia Anguissola » (voir la liste des auteurs).